# جانيس فرنسيس
جانيس فرنسيس (باللاتفية: Jānis Francis)‏ هو ضابط لاتيفي، ولد في 3 يوليو 1877 في Ķoņi Parish ‏ في لاتفيا، وتوفي في 24 أكتوبر 1956 في ريغا في لاتفيا.